# كارلوس ريفيرا (لاعب كرة قاعدة)
كارلوس ريفيرا (بالإنجليزية: Carlos Rivera)‏ هو لاعب كرة قاعدة أمريكي، ولد في 10 يونيو 1978 في فاخاردو ‏ في الولايات المتحدة.

## وصلات خارجية
- كارلوس ريفيرا على موقع دوري كرة القاعدة الرئيسي (الإنجليزية)
- كارلوس ريفيرا على موقعبيزبول رفرنس.كوم (الدوري الرئيسي) (الإنجليزية)
- كارلوس ريفيرا على موقعبيزبول رفرنس.كوم (الدوري الثانوي) (الإنجليزية)
- كارلوس ريفيرا على موقع مشجعي الرسوم البيانية (الإنجليزية)